# استپان تاشچیان
استپان تاشچیان (انگلیسی: Stephen Tashjian؛ زادهٔ ۱۹۵۹) خواننده، عروسک‌گردان و نقاش ارمنی‌تبار اهل ایالات متحده آمریکا است.

## زندگی‌نامه
وی در ۱۹۵۹ به دنیا آمد 